# Sophiendorf
Sophiendorf ist ein bewohnter Gemeindeteil von Breddin im Landkreis Ostprignitz-Ruppin in Brandenburg.

## Geografie
Der Ort liegt drei Kilometer südöstlich von Breddin. Die Nachbarorte sind Stüdenitz und Krüllenkempe im Nordosten, Lohm im Osten, Voigtsbrügge im Süden, Hörning im Südwesten, Breddin-Abbau im Westen sowie Breddin im Nordwesten.

## Geschichte
Sophiendorf wurde zwischen 1773 und 1775 als Kolonistensiedlung angelegt und nach einer Schwester des damaligen preußischen Königs Friedrich II. benannt. Zur Zeit der Mark Brandenburg gehörte Sophiendorf zum Kyritzischen Kreis, der im Kreises Ostprignitz der preußischen Provinz Brandenburg aufging.
Zu DDR-Zeiten gehörte Sophiendorf zum Kreis Kyritz. Am 1. Juli 1973 wurde der Ort nach Breddin eingemeindet. Seit Dezember 1993 ist Sophiendorf Teil des Landkreises Ostprignitz-Ruppin.